# Osteodistrofia renale
L'osteodistrofia renale, detta anche osteodistrofia uremica o, secondo una convenzione internazionale, CKD-MBD (acronimo di Chronic Kidney Disease - Mineral Bone Disorder), è l'insieme delle anomalie cliniche, biochimiche e di diagnostica per immagini riguardanti le ossa e il metabolismo minerale che si instaura nella malattia renale cronica. Tali alterazioni possono manifestarsi clinicamente con osteoporosi, osteite fibrosa, malattia adinamica dell'osso, con una combinazione di queste o con quadri più complessi dovuti alle numerose alterazioni metaboliche (acidosi metabolica, amiloidosi) tipiche della malattia renale cronica.

## Classificazione e fisiopatologia

### Osteodistrofia ad alto turnover
Il primo e il più importante fattore alla base della CKD-MBD è la ridotta eliminazione urinaria di fosfato che peggiora parallelamente alla progressione della malattia renale cronica. Inizialmente questa è compensata dall'aumento del paratormone, che aumenta l'escrezione urinaria del fosfato, e del FGF23 che concorre a mantenere elevata la fosfaturia. Con il progredire dell'insufficienza renale questi meccanismi di compenso non bastano più e si osserva un aumento della concentrazione di fosfato nel sangue (iperfosforemia). A questo punto ulteriori aumenti del paratormone (che l'organismo mette in atto tentando invano di ridurre la fosforemia) avranno come principale effetto quello di aumentare il rimaneggiamento osseo stimolando gli osteoclasti e liberando calcio dalla matrice ossea, mentre le alte concentrazioni di fosforo, insieme a FGF23 persistentemente elevato, inibiscono l'enzima 1-alfa-idrossilasi che a livello renale trasforma la vitamina D nella sua forma attiva, il calcitriolo. La carenza di vitamina D attiva porta a sua volta ad una carenza di calcio circolante per ridotto assorbimento intestinale di questo elemento. La carenza di calcio, unita all'eccesso di fosforo e all'aumentato rimaneggiamento osseo indotto dal paratormone, determina il quadro più classico dell'osteodistrofia uremica, quello detto "ad alto turnover".

### Osteodistrofia a basso turnover
Esiste tuttavia un altro meccanismo di danno osseo, quello definito "a basso turnover" o anche "malattia dell'osso adinamico". Esso si manifesta di solito dopo molti anni dall'esordio della malattia renale cronica e fa seguito ad una prima fase di osteodistrofia ad alto turnover; la sua prevalenza è in aumento a causa dell'aumentata sopravvivenza dei pazienti affetti da MRC e delle terapie aggressive messe in atto per contrastare l'iperparatiroidismo.
Alla base di questo quadro c'è la resistenza al PTH che si sviluppa a livello osseo con il progredire della malattia renale cronica. Nelle persone affette sono necessari valori di paratormone molto elevati per assicurare un normale ricambio delle cellule ossee; un'eccessiva riduzione della concentrazione plasmatica di paratormone ottenuta con i farmaci (vitamina D e suoi analoghi, supplementi di calcio) o con l'asportazione chirurgica delle paratiroidi (paratiroidectomia) può quindi avere come effetto un rallentamento di questi processi. Anche la malnutrizione e il diabete mellito possono avere effetti dannosi sul tessuto osseo bloccandone il ricambio.

## Manifestazioni cliniche
I segni e i sintomi dell'osteodistrofia uremica non sono specifici. Nella maggior parte dei casi i pazienti lamentano dolori ossei diffusi, prevalentemente alla zona lombare, alle anche e agli arti inferiori, o dolori articolari che possono essere provocati dalla deposizione di cristalli di fosfato nelle articolazioni. Talvolta possono essere presenti deformità ossee, in particolare nei bambini con iperparatiroidismo severo (spesso associate a ritardo di crescita) e negli adulti in conseguenza di fratture, che possono insorgere nel contesto di tumori bruni.  
Sempre al meccanismo patologico responsabile dell'osteodistrofia uremica sono riconducibili le calcificazioni diffuse (in particolare nei vasi sanguigni, nelle valvole cardiache e nel miocardio) e probabilmente il prurito associato all'uremia, le cui cause però non sono state del tutto chiarite.

## Trattamento
La prevenzione dell'osteodistrofia renale si basa inizialmente sulla somministrazione di supplementi di calcio (ad esempio sotto forma di calcio carbonato) e di vitamina D qualora le concentrazioni plasmatiche siano basse, inferiori a 30 ng/ml. Generalmente il primo approccio terapeutico è il calcidiolo; in caso di mancata risposta si somministrano forme attive di vitamina D come il calcitriolo e, in alcuni casi, negli stadi più avanzati dell'insufficienza renale o nei pazienti in dialisi, anche i più recenti analoghi della vitamina D come il paracalcitolo, che sopprime la produzione di paratormone senza aumentare eccessivamente la calcemia in questo gruppo di pazienti. 
L'efficacia della terapia si valuta mediante il mantenimento di valori normali di calcio e paratormone nel sangue. Nei pazienti in dialisi le linee guida internazionali consigliano valori di paratormone compresi fra 2 e 9 volte i valori normali. In quest'ultima categoria di pazienti è molto importante anche il controllo del fosfato mediante diete appropriate e farmaci chelanti del fosforo come l'idrossido di magnesio e alluminio, il carbonato di lantanio, il sevelamer e altri. L'uso di chelanti a base di alluminio è attualmente sconsigliato a causa della loro tossicità in caso di uso prolungato. I chelanti contenenti calcio, come il calcio carbonato, determinano invece in alcuni pazienti un rischio non trascurabile di ipercalcemia. 
Nei pazienti in dialisi con iperparatiroidismo e valori plasmatici di calcio normali o aumentati può essere indicato l'uso di farmaci calciomimetici, che si legano ai recettori del calcio sulle paratiroidi bloccando l'iperproduzione di paratormone senza aumentare ulteriormente la calcemia. Un esempio di questa classe di farmaci è il cinacalcet.
Infine, quando tutte le terapie sopra elencate sono inefficaci, può essere indicato l'intervento chirurgico di asportazione delle paratiroidi (paratiroidectomia).
Nella malattia dell'osso adinamico o iperparatiroidismo a basso turnover occorre riportare i livelli di paratormone a livelli adeguati riducendo o sospendendo la somministrazione dei farmaci che sopprimono la produzione di PTH, come gli analoghi attivi della vitamina D, i chelanti del fosforo contenenti calcio o alluminio e tutti i supplementi di calcio; si consiglia, per lo stesso motivo, di mantenere bassa la concentrazione del calcio nel bagno di dialisi.